# Antun Bauer (biskup)
Antun Bauer (Breznica, 11. veljače 1856. – Zagreb, 7. prosinca 1937.), teološki i filozofski pisac, zagrebački nadbiskup. Njegov su lik i djelo nedjeljivi od političke i crkvene povijesti Hrvata od kraja 19. stoljeća do pred početak II. svjetskog rata.

## Životopis
Rođen je kao treće od petnaestoro djece u ne baš imućnoj obitelji gradišćanskih Hrvata. Unaprijedio je pastoralno i socijalno djelovanje zagrebačke nadbiskupije te bio pokrovitelj mnogih društava i institucija. Učitelj mu je bio Josip Stadler, vrhbosanski nadbiskup.
Pohađao je Klasičnu gimnaziju u Zagrebu koju je završio 1875. godine.
Predavao je u Klasičnoj gimnaziji u Zagrebu od 1884. do 1887. godine. Profesor je na Teološkom fakultetu u Zagrebu (1887. – 1911.), gdje je predavao filozofiju i apologetiku. Godine 1906./1907. postaje rektor Zagrebačkog sveučilišta. Aktivno je sudjelovao u političkom životu (1885. – 1911.) u redovima oporbe kao saborski zastupnik iz redova Stranke prava, a potom kao predstavnik pravaške grupe u okviru Hrvatsko-srpske koalicije. Bavio se suvremenim problemima filozofije primjenjujući skolastičku metodologiju, djelovao u vjerskoj publicistici, te pisao filozofijske i teološke rasprave.
Godine 1911. imenovan je koadjutorom nadbiskupa Posilovića. Godine 1914. postaje zagrebačkim nadbiskupom. Bio je osoba duboke vjere i iskrene pobožnosti. Njegovom zaslugom rimski zavod svetog Jeronima postao je opće dobro hrvatskoga naroda. U govoru iz 31.srpnja 1914. svrstava se na stranu podupiratelja rata:
Hrvati junaci! Bog vas zove u boj. Bog, vječna Pravda, zove vas, da u rukama njegovim budete osvetnici onoga nedjela u Sarajevu koje je kralju našem otelo čvrstu potporu u starim danima, a njegovim vjernim narodima smjeralo ugrabiti nadu u veliku budućnost.

Hrvati junaci! Hrabro pođite u boj i znajte da se u najteže časove vaše ruke milijuna dižu gospodu na pobožnu molitvu. Neka pobjedu dade vama i sreću oružju vašem.
No, 30. listopada 1918. srčano podupire raskid odnosa sa starom državom:
 Jednodušnim zaključkom Hrvatskog sabora u sjednici od 29. listopada t.g. prešla je vrhovna vlast za čitavu našu domovinu u ruke Narodnog vijeća Slovenaca, Hrvata i Srba, pošto su se prekinuli državnopravni ugovori s kraljevinom Ugarskom i carevinom Austrijom. Domovina je naša slobodna i nezavisna! Koliko oduševljenje, kolika radost napunja srca svih nas i vjernoga puka našega!

Svečano je otvorio i prvi euharistijski kongres u Zagrebu i vrlo aktivno 1925. sudjelovao u Tisućugodišnjici Hrvatskoga Kraljevstva. Donirao je novce za franjevačka spomen-bazilika sv. Nikole Tavelića i samostan u Tomislavgradu.
Poslije izbora 1935., nadbiskup Bauer osobno je prosvjedovao knezu Pavlu protiv nasilja nad hrvatskim pučanstvom, naglašujući da su takvi postupci suprotni moralu te ih označio kao progonstvo i divljaštvo.
Kao nadbiskup koadjutor s pravom nasljedstva, Alojzije Stepinac, posljednjih je godina života Antuna Bauera preuzeo stvarno vodstvo Zagrebačke nadbiskupije, suočen s još težim i dramatičnim godinama, koje su nadolazile. Baureov je nasljednik, Alojzije Stepinac, u pismu vjernicima i kleru nakon Bauerove smrti u dubokoj starosti nakon 25 godina biskupovanja, naglasio njegove neprolazne zasluge osobito zbog toga što su nadbiskupija i cijela Crkva bez velikih potresa prošli kroz sve promjene i poteškoće u Kraljevini Jugoslaviji.
U eseju Prije trideset godina (1917. – 1947.) objavljenom u Republici (1947., 11), osvrćući se na prilike u Hrvatskoj u vrijeme izbijanja oktobarske revolucije, Miroslav Krleža napominje da je Bauer pripadao onoj skupini ličnosti koje su pružale snažan otpor odjecima revolucionarnih previranja u Rusiji. Strahujući od agrarne reforme, Bauer je »tvrdo odlučio da sruši babilonski, grešni toranj boljševizma«, nagovijestivši mu »križarsku vojnu do istrebljenja«. Prema Krležinu mišljenju, bio je to izraz Bauerova feudalnog mentaliteta.

## Djela
- Područje materijalizma (1889.)
- Bogoslav Šulek kao filozof i polemik (1890.)
- Naravno bogoslovje ili koliko može čovjek samim razumom spoznati Boga (1892.)[4] (elektronička inačica)
- Opća metafizika ili ontologija (1894.)[5] (elektronička inačica)
- Wundtov metafizički sustav

## Vanjske poveznice
Mrežna mjesta
- Antun Bauer (1914. – 1937.), Zagrebačka nadbiskupija

| Titule u Katoličkoj Crkvi  | Titule u Katoličkoj Crkvi        | Titule u Katoličkoj Crkvi    |
| -------------------------- | -------------------------------- | ---------------------------- |
| prethodnik Juraj Posilović | zagrebački nadbiskup 1914.–1937. | nasljednik Alojzije Stepinac |